# Lando Buzzanca

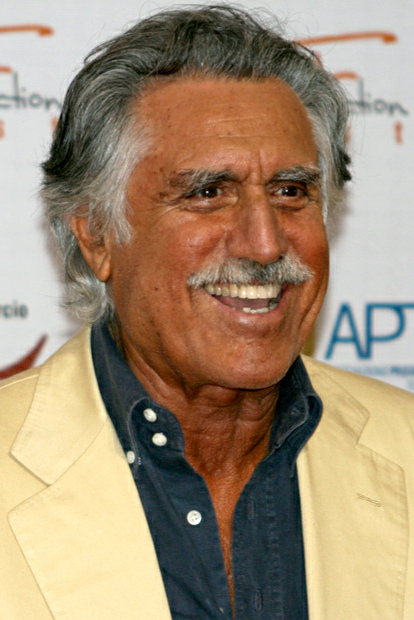
Lando Buzzanca (2011)

Gerlando „Lando“ Buzzanca (* 24. August 1935 in Palermo; † 18. Dezember 2022 in Rom) war ein italienischer Schauspieler.

## Leben
Buzzanca, Neffe von Gino Buzzanca und mit vielen Verwandten beim sizilianischen Dialekttheater, verließ mit 16 Jahren seine Geburtsstadt und zog nach Rom, wo er schon bald heiratete. Nach etlichen kurzzeitigen Arbeitsverhältnissen wandte er sich der Schauspielerei zu. Seine erste Rolle war 1959 die eines jüdischen Sklaven in Ben Hur. Von nun an folgte für den „mit vorspringendem Kinn, lebhaften Augen, gewinnendem Lächeln und spezieller Nase männlich-schönen“ Darsteller Film auf Film, wobei er sich bald als Komödienspezialist profilierte. Er arbeitete für Elio Petri, Dino Risi und Antonio Pietrangeli zwar auch in Charakterrollen; komische Rollen, auch an der Seite internationaler Stars wie Peter Sellers oder Edward G. Robinson brachten ihm jedoch größeren Erfolg. Bisweilen wurde er als italienischer Partner einer international besetzten Reihe von Schauspielern besetzt. Auch in italienischen Filmen war er oft der süditalienische Immigrant der Metropolen. Gerne bediente er das Klischee des vom Machismo beseelten, jedoch erfolglosen und frustrierten, etwas tumben Mannes. Auf der Bühne sah man Buzzanca mit den „Attori Associati“ zu Beginn der 1960er Jahre in Sacco und Vanzetti sowie in einigen Revuen.
In den 1970er Jahren spielte er häufig in Sexy Comedies an der Seite von Kolleginnen wie Barbara Bouchet, Laura Antonelli, Sylva Koscina, Rossana Podestà, Agostina Belli und Femi Benussi.
Anschließend waren seine Rollen im Kino rar gesät; daher konzentrierte er sich auf das Theater. So spielte er 1994 in Luigi Pirandellos Liolà unter der Regie von Rossana Patrizia Siccari. Erst ab Mitte des ersten Jahrzehntes der 2000er Jahre konnte man ihn wieder häufiger sehen, nun auch im Fernsehen.
Zwischen 1971 und 1981 erschienen auch einige Singles von ihm als Interpret.

## Filmografie (Auswahl)
- 1959: Ben Hur (Ben-Hur)
- 1961: Scheidung auf italienisch (Divorzio all’italiana)
- 1962: Heirat auf sizilianisch (La smania addosso)
- 1962: Das Mädchen aus Parma (La Parmigiana)
- 1963: I giorni contati
- 1963: I mostri
- 1964: Der große Hahnrei (Il magnifico cornuto)
- 1964: Eine Leiche für die Dame (Cadavere per signora)
- 1964: Scharfe Sachen für Monsieur (Le Corniaud)
- 1964: Seitensprünge (Extraconiugale)
- 1964: Verführung auf Italienisch (Sedotta e abbandonata)
- 1964: Wenn das die Männer wüßten (L’idea fissa)
- 1965: Made in Italy (Made in Italy)
- 1965: Die richtige Frau im falschen Bett (Letti sbagliati)
- 1966: Irren ist tödlich (Per qualche dollaro in meno)
- 1966: Jagt den Fuchs! (Caccia alla volpe)
- 1966: James Tont – Operation UNO (James Tont operazione U.N.O.)
- 1966: Ringo e Gringo contro tutti
- 1966: Unsere Ehemänner (I nostri mariti)
- 1967: Die Abenteuer des Kardinal Braun (Operazione San Pietro)
- 1967: Ladies, Ladies (Le dolci signore)
- 1967: Eine Rose für alle (Una rosa per tutti)
- 1968: Lieber eine junge Witwe (Meglio vedova)
- 1968: Die Welt des Pirandello (Il mondo di Pirandello) (Fernsehserie, 1 Folge)
- 1969: Frau Wirtin hat auch eine Nichte
- 1969: Monte Carlo Rallye (Monte Carlo or bust!)
- 1969: Warum hab’ ich bloß 2x ja gesagt?
- 1970: Als die Frauen noch Schwänze hatten (Quando le donne avevano la coda)
- 1970: Priester, du sollst nicht ohne Liebe leben (Il prete sposato)
- 1971: Der lange Schwarze mit dem Silberblick (All’onorevole piacciono le donne)
- 1971: Das nackte Cello (Il merlo maschio)
- 1972: Toll trieben es die alten Germanen (Quando le donne persero la coda)
- 1973: Ein Glücksschwein muß kein Ferkel sein (La schiava io ce l’ho e tu no)
- 1987: Die wundersamen Erlebnisse des Pontius Pilatus (Secondo Ponzio Pilato)
- 2017: Für Dich soll’s ewig Rosen geben (Chi salverà le rose?)